# Rossia macrosoma
La seppiola di Ross (Rossia macrosoma [Delle Chiaje, 1830) conosciuta anche come seppiola grande, seppiola grossa o seppietta grossa, è un mollusco cefalopode appartenente alla famiglia Sepiolidae.

## Descrizione

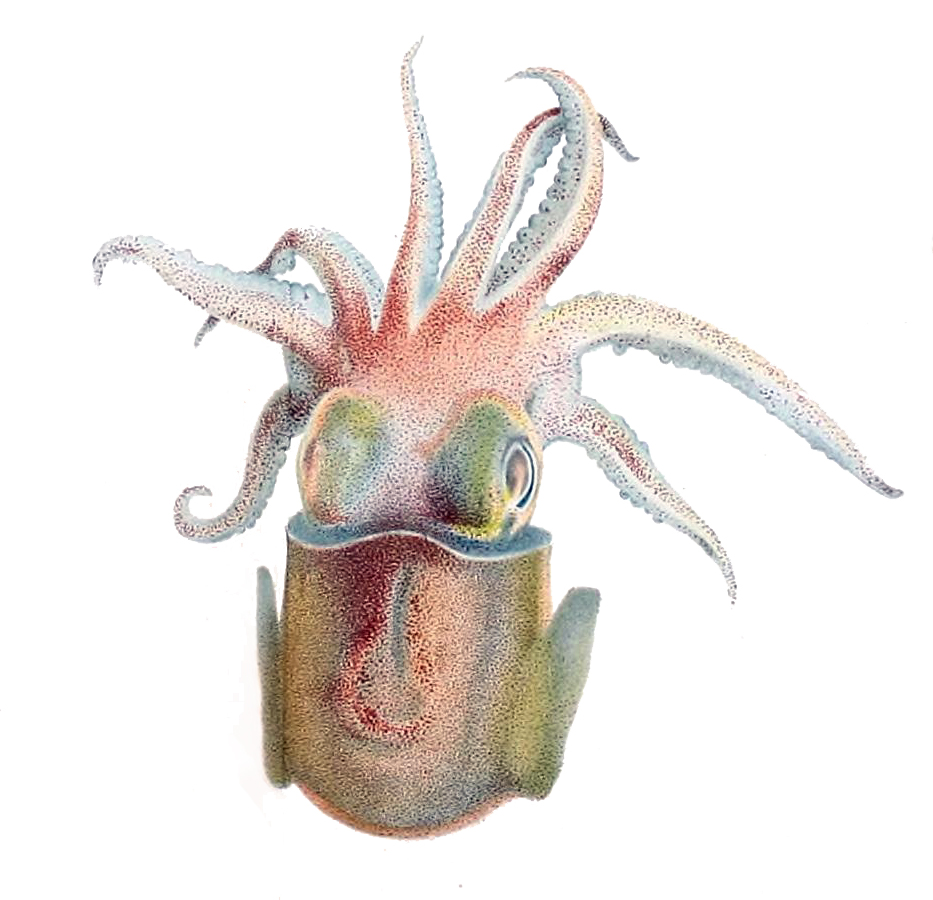
Rossia macrosoma
Illustrazione di Comingio Merculiano in
I Cefalopodi viventi nel Golfo di Napoli (1896)

La lunghezza del mantello massima raggiunta è di 8,5 cm; i maschi sono generalmente più piccoli delle femmine. La colorazione varia dal bruno-rossastro al giallo.
Sono presenti intorno a 12 file di ventose sui tentacoli, 4 sulle braccia. Le pinne sono piccole, molto più corte del mantello.
Può essere confusa con la più piccola Sepiola rondeletii.

## Biologia

### Comportamento
Si trova frequentemente con Rhombosepion orbignyanum. È una specie notturna, durante il giorno rimane nascosta.

### Riproduzione
Le femmine depongono sulle conchiglie dei bivalvi o sulle spugne fino a 150 uova non più grandi di 8 mm.

## Distribuzione e habitat
Proviene dal mar Mediterraneo e dall'oceano Atlantico, dove è diffusa fino a circa 900 m di profondità; durante l'inverno vive in acque profonde, mentre la notte si trova fino a 500 m. Vive su fondali fangosi, sabbiosi e corallini.

## Pesca
Non è di particolare interesse, ma può essere trovato sui mercati ittici mediterranei, sia surgelato che fresco.

## Conservazione
Non si hanno dati precisi sulla pesca, quindi la lista rossa IUCN ha classificato questa specie nel 2012 come "dati insufficienti".